# Athetis subpartita
Athetis subpartita är en fjärilsart som beskrevs av Bethune-Baker 1906. Athetis subpartita ingår i släktet Athetis och familjen nattflyn. Inga underarter finns listade i Catalogue of Life.